# 乾澀
乾燥或是乾澀的症狀是指人類皮膚或是黏膜的潤滑液體減少，可能是局部性的，也可能是全身性的。
局部乾澀的例子包括有口乾、眼睛乾燥、皮膚乾燥、糖尿病足造成的皮膚乾燥及陰道乾燥。針對這些問題，一般來說，會有特定的原因以及相對應的治療方式。有一種為乾眼症的眼部症狀症候群，有乾眼的情形，但是沒有其他的症狀或是體徵。
有許多原因會造成乾澀，例如脱水（身體整體體液的過度流失）以及干燥综合征（長期影響身體腺體的自體免疫疾病，會有各部位乾燥的症狀），抗膽鹼劑藥物則會造成口乾及皮膚乾燥的症狀。